# Pływanie synchroniczne na Mistrzostwach Świata w Pływaniu 2015 – kombinacja dowolnie
Kombinacja dowolnie – jedna z konkurencji rozgrywanych w ramach pływania synchronicznego, podczas mistrzostw świata w pływaniu w 2015. Eliminacje odbyły się 26 lipca, a finał został rozegrany 1 sierpnia.
Do eliminacji zgłoszonych zostało 17 reprezentacji, z których każda mogła wystawić do rywalizacji dziesięć zawodniczek. Dwanaście zespołów z najlepszą notą awansowało do finałowej rywalizacji.
Do zmagań w tej konkurencji zostały zgłoszone również reprezentantki Stanów Zjednoczonych, jednak nie wystartowały one w eliminacjach, tym samym w fazie eliminacji brało udział 16 państw.
Zawody w tej konkurencji wygrały reprezentantki Rosji w składzie: Włada Czigiriowa, Michajeła Kałancza, Swietłana Kolesniczenko, Liliia Nizamowa, Aleksandra Packiewicz, Jelena Prokofjewa, Swietłana Romaszyna, Ałła Szyszkina, Marija Szuroczkina, Anżelika Timanina, Gelena Topilina, Darina Walitowa. Drugą pozycję zajęły zawodniczki z Chin: Gu Xiao, Guo Li, Huang Xuechen, Li Mo, Li Xiaolu, Liang Xinping, Sun Wenyan, Sun Yijing, Tang Mengni, Xiao Yanning, Yin Chengxin, Zeng Zhen. Trzecią pozycję zajęły zaś reprezentujące Japonię Aika Hakoyama, Aiko Hayashi, Yukiko Inui, Kei Marumo, Risako Mitsui, Kanami Nakamaki, Mai Nakamura, Kano Omata, Asuka Tasaki, Kurumi Yoshida.

## Wyniki
| Miejsce | Państwo        | Eliminacje | Eliminacje | Finał   | Finał   |
| Miejsce | Państwo        | Wynik      | Miejsce    | Wynik   | Miejsce |
| ------- | -------------- | ---------- | ---------- | ------- | ------- |
| 01 !    | Rosja          | 96,4000    | 1.         | 98,3000 | 1.      |
| 02 !    | Chiny          | 94,9333    | 2.         | 96,2000 | 2.      |
| 03 !    | Japonia        | 92,6000    | 3.         | 93,8000 | 3.      |
| 4.      | Ukraina        | 92,4000    | 4.         | 93,4000 | 4.      |
| 5.      | Hiszpania      | 91,9000    | 5.         | 92,3667 | 5.      |
| 6.      | Kanada         | 89,4000    | 6.         | 90,3667 | 6.      |
| 7.      | Włochy         | 88,9000    | 7.         | 89,7333 | 7.      |
| 8.      | Grecja         | 86,6333    | 8.         | 86,6667 | 8.      |
| 9.      | Meksyk         | 85,3333    | 9.         | 86,5667 | 9.      |
| 10.     | Brazylia       | 84,1000    | 10.        | 84,8000 | 10.     |
| 11.     | Korea Północna | 81,7667    | 12.        | 82,6000 | 11.     |
| 12.     | Białoruś       | 81,8333    | 11.        | 82,3000 | 12.     |
| 13.     | Szwajcaria     | 81,6000    | 13.        | NQ      | NQ      |
| 14.     | Kazachstan     | 80,1000    | 14.        | NQ      | NQ      |
| 15.     | Wenezuela      | 75,1000    | 15.        | NQ      | NQ      |
| 16.     | Makau          | 71,1667    | 16.        | NQ      | NQ      |